# کوت‌ویک
کوت‌ویک (به هلندی: Kootwijk) یک منطقهٔ مسکونی در هلند است که در بارنه‌فلد واقع شده‌است. کوت‌ویک ۲۸۰ نفر جمعیت دارد.